# Alba Dell'Acqua Rossi
Alba Dell'Acqua Rossi (Milano, 24 ottobre 1917 – Milano, 23 luglio 2011) è stata una partigiana italiana.

## Biografia
Quando Alba Dell'Acqua aveva 12 anni i fascisti fecero irruzione nella casa del padre, un anarchico impegnato, a Milano e gli bruciarono tutti i libri. Si laureò molto giovane in matematica e fisica. 
Nel 1943 entrò nella Resistenza, assieme al collega insegnante e socialista Quintino Di Vona. Su suo incarico trasportò in Piemonte due ricetrasmittenti per consegnarle a Cino Moscatelli, ma compiuta la missione Alba si accorse di essere stata identificata da due spie fasciste e non potendo tornare a Milano a continuare l'attività clandestina entrò nella II Divisione Garibaldi “Redi”, con l’incarico di organizzare gli ospedali volanti e di curare i feriti negli scontri con i nazifascisti. Fu quindi attiva Valsesia, nel Cusio e nell'Ossola, dove fece parte della II Divisione Garibaldi e conobbe Pino Rossi, medico dei partigiani, che sposò il 15 marzo 1945, in una cerimonia officiata dal comandante di Brigata.
Nel dopoguerra è stata attiva nelle organizzazioni resistenziali, rendendo spesso testimonianza sui mesi passati a lottare contro i nazifascisti, ed ha insegnato al Convitto Scuola della Rinascita. È stata docente di matematica e fisica al Liceo “Leonardo da Vinci” ed ha pubblicato testi scolastici, per i diversi livelli di istruzione e anche multidisciplinari, per diversi editori. Ha anche fatto conoscere in Italia il progetto inglese Nuffield per l’insegnamento della matematica.
Nel 1983 ha ricevuto l'Attestato di civica benemerenza del comune di Milano.
È morta il 23 luglio 2011, e il 2 novembre 2012 è stata inserita nel Famedio del comune di Milano.

## Opere
- Alba Dell'Acqua Rossi, Matematica moderna per la scuola media, Zanichelli, 1967.
- Alba Dell'Acqua Rossi, La matematica. Proposte di lavoro per il secondo ciclo delle scuole elementari, Zanichelli, 1975.
- Alba Dell'Acqua Rossi, Enciclopedia della matematica, Teti, 1978.
- Alba Dell'Acqua Rossi, M. Piera Sacco e Antonio Damico, Enciclopedia della fisica, Teti, 1979.
- Alba Dell'Acqua Rossi e Piera Sacco, Matematica. Saggio critico, testimonianze, documenti, Accademia, 1979.
- Alba Dell'Acqua Rossi e L. Corazza, La matematica di oggi, DeAgostini, 1990.